# Щепкин, Дмитрий Митрофанович
Дмитрий Митрофанович Щепкин (1879—1937) — русский юрист. Товарищ министра внутренних дел Временного правительства (1917).  Один из лидеров «Тактического центра» в период Гражданской войны. После 1920 года был неоднократно арестован. Расстрелян в 1937 году, реабилитирован посмертно.

## Биография
Родился 10 января 1879 года в семье Митрофана Павловича Щепкина. Дед — профессор математики Московского университета Павел Степанович Щепкин.
Как и старший брат, Митрофан Митрофанович, окончил юридический факультет Московского университета (1902).
В 1906 году — сверхштатный чиновник особых поручений при московском губернаторе. В начале июля был приглашен председателем Первой Государственной Думы С. А. Муромцевым исполнять обязанности помощника думского пристава; после роспуска Думы был уволен. В феврале 1907 года поступил на службу в Государственную канцелярию, откуда теперь уже в качестве командированного чиновника вновь оказался в канцелярии Думы. С августа 1908 года был переведён в штат Думы на должность делопроизводителя. Длительное время фактически исполнял обязанности секретаря председателя Думы. С 1911 года — старший делопроизводитель Отдела Общего собрания и общих дел; возглавлял его 4-е делопроизводство. Коллежский советник (1913).
После образования в июле 1914 года Всероссийского земского союза принимал участие в организации аппарата союза в Москве. В декабре 1914 года был избран членом Главного комитета Земского союза и стал одним из ближайших сотрудников кн. Г. Е. Львова. С июля 1915 года — товарищ председателя Земгора. 
В декабре 1916 года избран гласным Московской городской думы, но результаты выборов утверждены не были; 2 марта 1917 года был назначен товарищем министра внутренних дел Временного правительства; занимал эту должность до 2 августа 1917 года. С ноября 1917 года — председатель Совета общественных деятелей.
В 1917—1920 годах активно участвовал в деятельности антибольшевистских организаций: с осени 1917 года был председателем Совета общественных деятелей, в 1919 году вошёл в состав Тактического центра.
31 января 1920 года был арестован и 24 августа приговорён Верховным ревтрибуналом при ВЦИК к расстрелу, заменённому тюремным заключением сроком на 10 лет. По амнистии этот срок сокращен до 5 лет. Постановлением Президиума ВЦИК от 1 июня 1921 года получил разрешение работать в Главсельмаше при условии возвращения в тюрьму на ночь. В 1922 году освобождён, затем вновь арестован и снова освобождён.

Д. М. Щепкин на тюремной фотографии 1937 года.

В 1923—1930 годах служил старшим экономистом Союзсельмаша ВСНХ СССР. В третий раз был арестован в июне 1930 года, через 2 месяца выслан в Сибирь сроком на 3 года. Затем жил в Москве, занимался литературной работой на дому.
23 октября 1937 года снова арестован органами УНКВД Московской обл. в рамках «кулацкой операции НКВД», обвинён в «контрреволюционной деятельности и участии в контрреволюционной монархической организации». 11 ноября 1937 года приговорён «тройкой» при УНКВД по Московской области к расстрелу.
Расстрелян 10 декабря 1937 года. Место захоронения  — полигон Бутово.  
Реабилитирован посмертно  25 октября 1956 года.
До революции издал следующие свои труды:
- ряд статей по истории Московского университета в журнале «Русский архив» (1899—1902)
- А. П. Заблоцкий-Десятовский // «Русские ведомости». — 24 декабря 1901
- Московский университет в половине 20-х годов // «Вестник Европы». — 1903. — № 7
- Университетская реформа сто лет тому назад // «Русские ведомости». — 1903.